# فهرست آثار نوشته‌شده در زندان‌های ایران
این فهرست شامل نام کتاب‌هایی است که بخش مهمی از آن‌ها در داخل زندان‌های ایران تألیف و تدوین شده‌است. نویسندگان و مترجمان و هنرمندان زیادی آثاری در زندان‌های ایران خلق کرده‌اند. این فهرست شامل کتاب‌هایی که در بیرون از زندان دربارهٔ زندان نوشته شده‌اند نیست.

## فهرست
| نام کتاب                           | خالق یا مترجم اثر      | محل نشر، ناشر             | سال خلق      | سال نشر | نام زندان    | توضیح                            |
| ---------------------------------- | ---------------------- | ------------------------- | ------------ | ------- | ------------ | -------------------------------- |
| مسیر آشتی (از استبداد به دموکراسی) | بهمن احمدی امویی       | تهران: کتاب پارسه (سبحان) | ۱۳۸۸ تا ۱۳۹۳ | ۱۳۹۶    | اوین بند ۳۵۰ | [ ۱ ]                            |
| زنان در جهان و ایران               | سعید مدنی، مهدی خدایی  | تهران: روزنه              | ۱۳۸۸ تا ۱۳۹۳ | ۱۳۹۶    | اوین بند ۳۵۰ |                                  |
| اطلس حقوق بشر                      | امید کوکبی، مهدی خدایی | افغانستان: آرمانشهر       | ۱۳۸۸ تا ۱۳۹۳ | ۱۳۹۳    | اوین بند ۳۵۰ | با پیش‌گفتاری از عبدالفتاح سلطانی |
| آشویتس یکتا                        | مهدی تدینی             | انتشارات کویر             | ۱۳۹۳ تا ۱۳۹۵ | ۱۳۹۵    | اوین بند هشت |                                  |